# Ernő Grünbaum

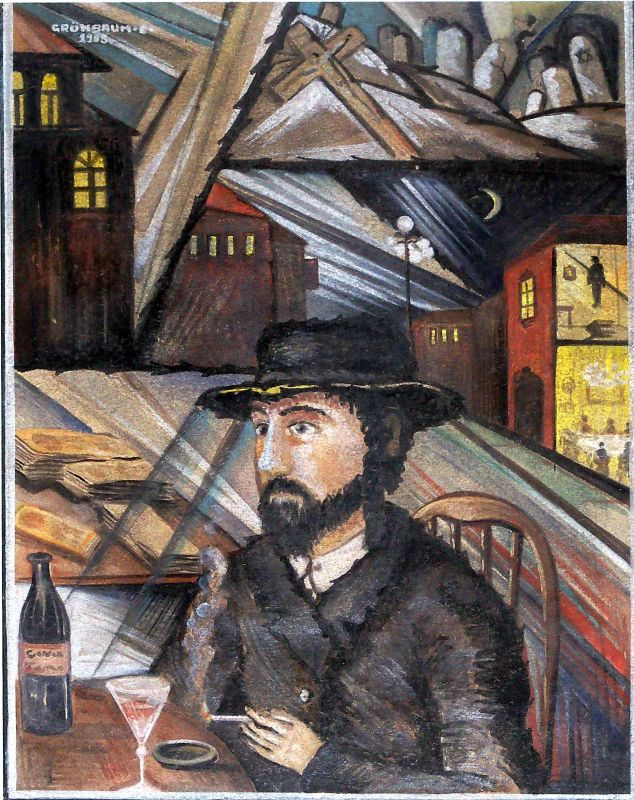
Selbstporträt von Ernő Grünbaum gemalt in 1933 oder 1936. Mischtechnik auf Papier. Privatbesitz.

Ernő Grünbaum (geboren am 29. März 1908 in Nagyvárad, Österreich-Ungarn; gestorben entweder gegen Ende des Jahres 1944 oder am 3. April 1945, vermutlich im Konzentrationslager Mauthausen oder höchstwahrscheinlich um dieselbe Zeit im KZ-Außenlagerkomplex Mühldorf des KZ Dachau) war ein siebenbürgisch-ungarischer Maler, Zeichner, Grafiker, Lithograf und Exlibris-Künstler der Klassischen Moderne. Seine Miniaturen zeigen Einflüsse des Jugendstils, wohingegen sein weiteres Œuvre dem Expressionismus sowie dem Kubismus zugeschrieben werden kann. Aufgrund seiner jüdischen Herkunft war er Repressionen ausgesetzt, was sich in Teilen seines Schaffens widerspiegelt.

## Leben

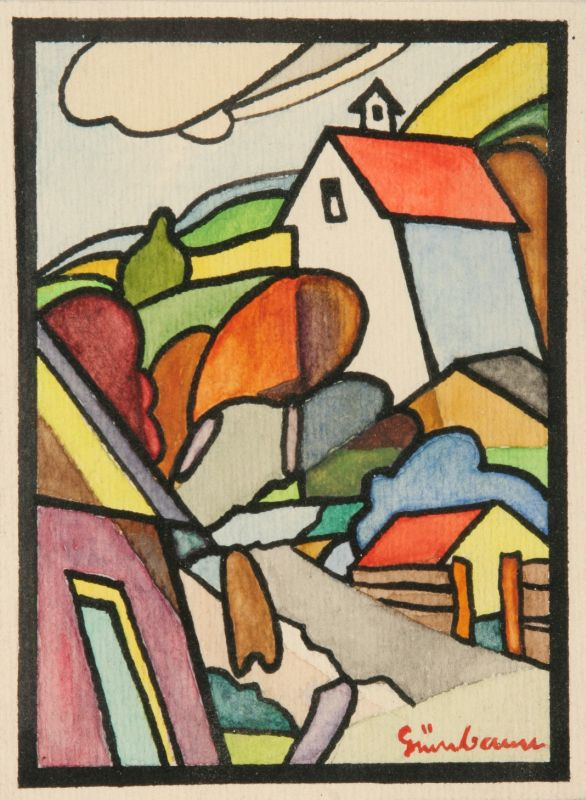
Häuser, Aquarell auf Papier, undatiert. Privatbesitz.

Ernő Grünbaum entstammte einer jüdischen Familie, die nach dem Tode des Vaters unter schwierigsten finanziellen Bedingungen lebte. Aus diesem Grunde konnte Grünbaum trotz seines Talents keine Kunstschule besuchen. Bevor seine künstlerische Laufbahn begann, arbeitete er zunächst in einer Ledergerberei und anschließend als Tischler. Danach folgte eine Ausbildung zum Kupferstecher. 1927 wurde er in der damals bedeutenden Großwardeiner Druckerei Sonnenfeld und deren Verlag Sonnenfeld Adolf RT eingestellt, wo man ihn den Beruf des Typographen lehrte. Bei Sonnenfeld freundete er sich mit seinem Kollegen, dem expressionistischen Maler Alex Leon, an. Zwar kam Grünbaum durch ihn zur expressionistischen Kunst und auch die Sujets beider Künstler handelten von Leid sowie menschlicher Sinnsuche, was sich bindend auf die Beziehung beider auswirkte, allerdings ging Grünbaum stilistisch seinen eigenen Weg und wurde nicht, wie fälschlicherweise manchmal behauptet, von seinem Freund Alex Leon in der Darstellungsweise beeinflusst.

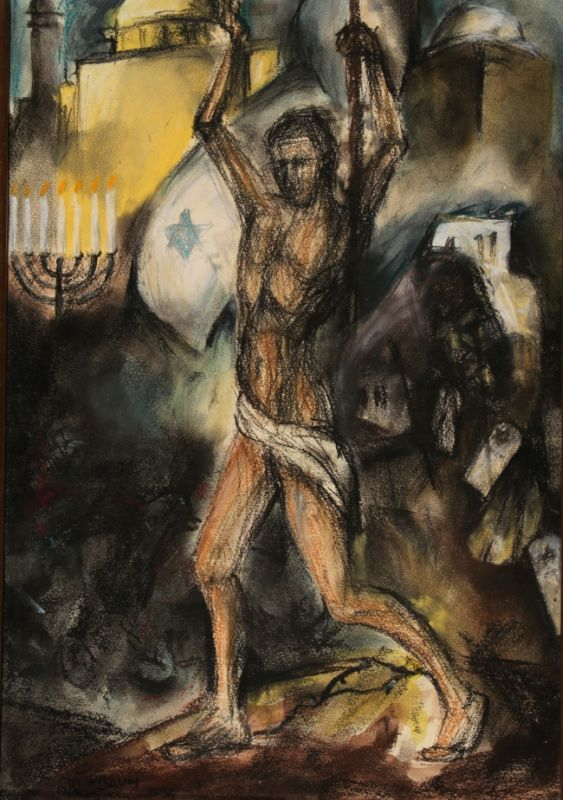
Jesus vor der Synagoge, Mischtechnik auf Papier, undatiert. Privatbesitz.

Durch Leon und auch über die Typographie erfuhr Grünbaum von weiteren, damals aktuellen avantgardistischen Strömungen der Moderne. Grünbaums Interesse daran war ausschlaggebend für seine weitere künstlerische Laufbahn, denn er fing an sich mit der Avantgarde auseinanderzusetzen. Anfang 1932 stellte Grünbaum zum ersten Mal seine Werke in einer Einzelausstellung aus. Sie fand im Journalistenclub Oradea (rumänisch: Clubul ziariștilor, ungarisch: Újságíró Klub (ÚK)) statt und machte ihn schlagartig dem breiten Kunstpublikum bekannt. Seitdem stellte er dort regelmäßig aus. Im Sommer desselben Jahres beteiligte sich Grünbaum an der Gründungsversammlung der Asociația Artelor Frumoase Oradea (deutsch: Vereinigung Schöner Künste).
Im Oktober 1933 nahm er zusammen mit zehn weiteren Künstlern, darunter sein Freund Leon, Imre Földes und Imre Ványai an der Ausstellung Junger Künstler im Weiszlovits-Palast in Oradea teil. Im März 1936 wurden seine Arbeiten erneut in einer Einzelschau gezeigt und im Juni des gleichen Jahres im Journalistenclub. Gegen Ende der 1930er sowie Anfang der 1940er Jahre annoncierte er als Zeichner und Lithograf von kleinen Druckarbeiten in Budapest. Grünbaum wurde im Mai 1944 zusammen mit seinem Malerkollegen Jenő Elefánt deportiert. In den Kriegswirren verschwanden viele seiner Werke oder wurden zerstört. Genaue Angaben über die Größe und Verlust des Werkes existieren nicht.
Im Januar 1992 organisierte die Kuratorin Maria Zintz eine Gruppenausstellung Großwardeiner jüdischer Künstler unter dem Namen „Lumină și spirit“ im Muzeul Țării Crișurilor mit Móric Barát, Alex Leon, Ernő Tibor und Grünbaum.

## Malstil
In Grünbaums Schaffen finden sich zahlreiche Grafiken kleineren Formats, wie Radierungen, Holzschnitte oder Aquarelle und seltener Werke mittlerer Größe. Die Grafiken sind gekennzeichnet durch den Synthetismus und Symbolismus eines Paul Gauguin, der Formensprache des Jugendstils, aber auch Inspirationen vom Fauvismus lassen sich wiederfinden. Eine weitere Besonderheit der Miniaturen ist die erreichte Flächigkeit des Sujets durch den zarten Kolorit. Hierfür betont er geometrische Formen mit schwarzen Umrandungen, ähnlich dem Cloisonismus einer Gabriele Münter. Dabei entstanden intensive, aneinandergereihte Farbflächen, die mitunter als Metapher der Umwelt diese zu reflektieren versuchen (zum Beispiel rot als Symbol des Lebens oder grün als Zeichen der Natur) (Häuser und Berglandschaft).
Grünbaum beließ es nicht nur bei Landschaften, sondern wendete den gleichen Duktus bei gesellschafts- und sozialkritischeren Bildthemen an (Mann mit Schubkarre). Dazu bediente er sich auch expressionistisch-neusachlicher Ausdrucksmittel. In dunklen Farben gehalten (Jesus vor Synagoge), oft Visionen des möglichen Zukunftsverlaufes des Faschismus darstellend, skizzierte er das seinige beziehungsweise das Leben der Armen, Andersdenkenden oder Entrechteten, oft unter Einbezug kubistischer Stilmittel (Selbstportrait). Jedoch versuchte Grünbaum auch den Weg eines Kubismus ohne sozialkritischen Hintergedanken zu begehen. Die entstandenen Arbeiten (Landschaft bei Baia Mare und Selbstportrait), manchmal cézannesker Natur (Früchtestilleben), zeigen seine Vorliebe für die Konstruktion, ohne dass er dabei das Dargestellte zu stilisieren versucht oder in einen Manierismus verfällt.
Sein Stil speiste sich aus mehreren Quellen: Es waren sein Talent und seine Freundschaften und Bekanntschaften mit den Journalisten und Dichtern seiner Heimatstadt, die dem europäischen Denken in der Kunst offen gegenüberstanden. Dazu gehörte die mit seinem Freund Alex Leon. Und dazu gehört auch die Tatsache, dass er in der Typografie Sonnenfeld arbeitete und dort die Möglichkeit nutzte, sich über die aktuellen avantgardistischen Tendenzen weiter zu bilden. Alles dies ermöglichte es Grünbaum, seinen eigenen, unverwechselbaren Duktus zu entwickeln, obwohl er keine akademische Ausbildung besaß und aus finanziellen Gründen auch nicht weit reisen konnte, um allein in den Museen studieren zu können.

## Zeitgenössische Rezeption
Grünbaums Werk wurde durch seine wenigen Schaffensjahre hinweg von der Kunstkritik begeistert angenommen. Schon die erste öffentliche Präsentation seiner Arbeiten kam gut an. So schrieb ein Kunstkritiker im Feuilletonteil der ungarischen Zeitschrift Nagyvárad vom 9. März 1932 (S. 9), dass Grünbaum ein sehr „talentierter Grafiker sei und neben einer fantastischen sowie blühenden Fantasie, auch ein kompositorisches Talent habe, was ihm zu einer neuen Hoffnung in der Kunst werden lasse.“
Etwas weniger als ein Jahr darauf, anlässlich von Grünbaums Beteiligung an der Expoziția tinerilor artiști, bezeichnete ihn ein anderer Kunstkritiker in der Nagyváradi Napló vom 24. Oktober 1933 (S. 5) als „Repräsentant einer neuen künstlerischen Richtung“ und charakterisierte die Arbeiten, als „ehrlich bis zur Brutalität“. Ebenfalls in der Nagyváradi Napló verwies der Kritiker Imre Biro aufgrund der eben genannten Ausstellung in der Ausgabe vom 27. Oktober 1933 (S. 13) auf die „Ultramodernität“ der Werke und „Liebe sowie Reife in der Ausführungsweise“. Der kunstkritische Höhepunkt setzte 1936 ein, als die Nagyváradi Napló vom 15. Juli (S. 6) in einem Artikel Grünbaum zum „fähigsten Künstler seiner Generation“ erklärte.

## Werke in privaten und öffentlichen Sammlungen
Seine Arbeiten befinden sich in verschiedenen Museen Deutschlands, Rumäniens und Ungarns. So besitzt das Ungarische Museum für Kunstgewerbe in Budapest sowie das Mainzer Gutenberg-Museum Arbeiten von Grünbaum. Das Muzeul Țării Crișurilor in Oradea beherbergt ein Konvolut von dreizehn seiner Arbeiten in verschiedenen Techniken, darunter Druckgraphiken, Pastelle und Aquarelle. Die Bibliothek der Universität Debrecen besitzt ein Exlibris aus dem Jahre 1934 von ihm, welches sich ehemals in der Sammlung des Arztes Dr. Kálmán Arady (1893–1964) befand.

## Illustrierte Bücher (Auswahl)
Ernő Grünbaum fertigte zahlreiche Lithografien für die Druckerei Sonnenfeld und entwarf die Titelblätter einiger Bücher. Im Jahr 1938 kreierte er das Cover für:
- Sándor Marót: A világ ablaka. Verlag Sonnenfeld, 166 Seiten[4 1]
- Béla Mezei: Ősök és hősök. Népünk Verlag, 199 S.[4 1]